# Teniente Gobernador de Quebec
El cargo de teniente gobernador de Quebec (en francés: Lieutenant-gouverneur du Québec o Lieutenante-gouverneure du Québec, masc. y fem.) es la represenación virreinal en Quebec del monarca canadiense, el Rey Carlos III, quien opera independientemente dentro de la provincia de la misma manera que en las otras diez jurisdicciones de Canadá, así como en los otros reinos de la Commonwealth y las subdivisiones de los mismos y reside fundamentalmente en su más antiguo reino, el Reino Unido. La teniente gobernadora de Quebec actual es Manon Jeannotte, nombrada titular el 29 de enero de 2024. 
El teniente gobernador de Quebec es nombrado de la misma forma que los otros virreyes de Canadá y tiene las mismas funciones, llevar a cabo la mayoría de las obligaciones constitucionales y ceremoniales de la monarca.

## Función y presencia

Estandarte del Teniente Gobernador de Quebec (1939–1952)

Estandarte del Teniente Gobernador de Quebec (1870–1939)

El Teniente Gobernador de Quebec tiene asignados una serie de deberes gubernamentales. Dar el discurso del trono no está entre esos deberes, lo que sitúa al Teniente Gobernador de Quebec en una situación diferente de los demás virreyes canadienses. En su lugar, los nuevos parlamentos comienzan con el discurso de apertura del primer ministro. También se espera que el teniente gobernador, realice diversas funciones ceremoniales. Por ejemplo, en la instalación, el teniente gobernador automáticamente se convierte en un caballero o dama de la Justicia y vicepresidente en Quebec de la Más Venerable Orden del Hospital de San Juan de Jerusalén. Así como también se presenta en numerosos honores provinciales, condecoraciones y diversos reconocimientos que llevan el nombre del teniente gobernador y son presentados por el mismo, los cuales fueron reinstaurados en el año 2000 por el Teniente Gobernador Lise Thibault. Estos honores se presentan en ceremonias oficiales, que cuentan entre otros cientos de compromisos en los que el teniente gobernador participa en cada año, ya sea como anfitrión o invitado de honor; en 2006, el Teniente de Gobernador de Quebec se participó en 400 compromisos y 200 en 2007.
En estos eventos, la presencia del teniente gobernador está demarcada por el estandarte del teniente gobernador, que consiste en un espacio azul que porta el escudo de armas de su majestad en derecho de Quebec rematado por una corona y dentro de un disco blanco; la bandera virreinal de Quebec es solo una de las dos que son significativamente diferentes de todas las demás en Canadá. En Quebec, el teniente gobernador también sigue sólo al soberano en el orden de procedencia de la provincia, precediendo incluso a miembros de la familia real canadiense y al representante federal de la reina.

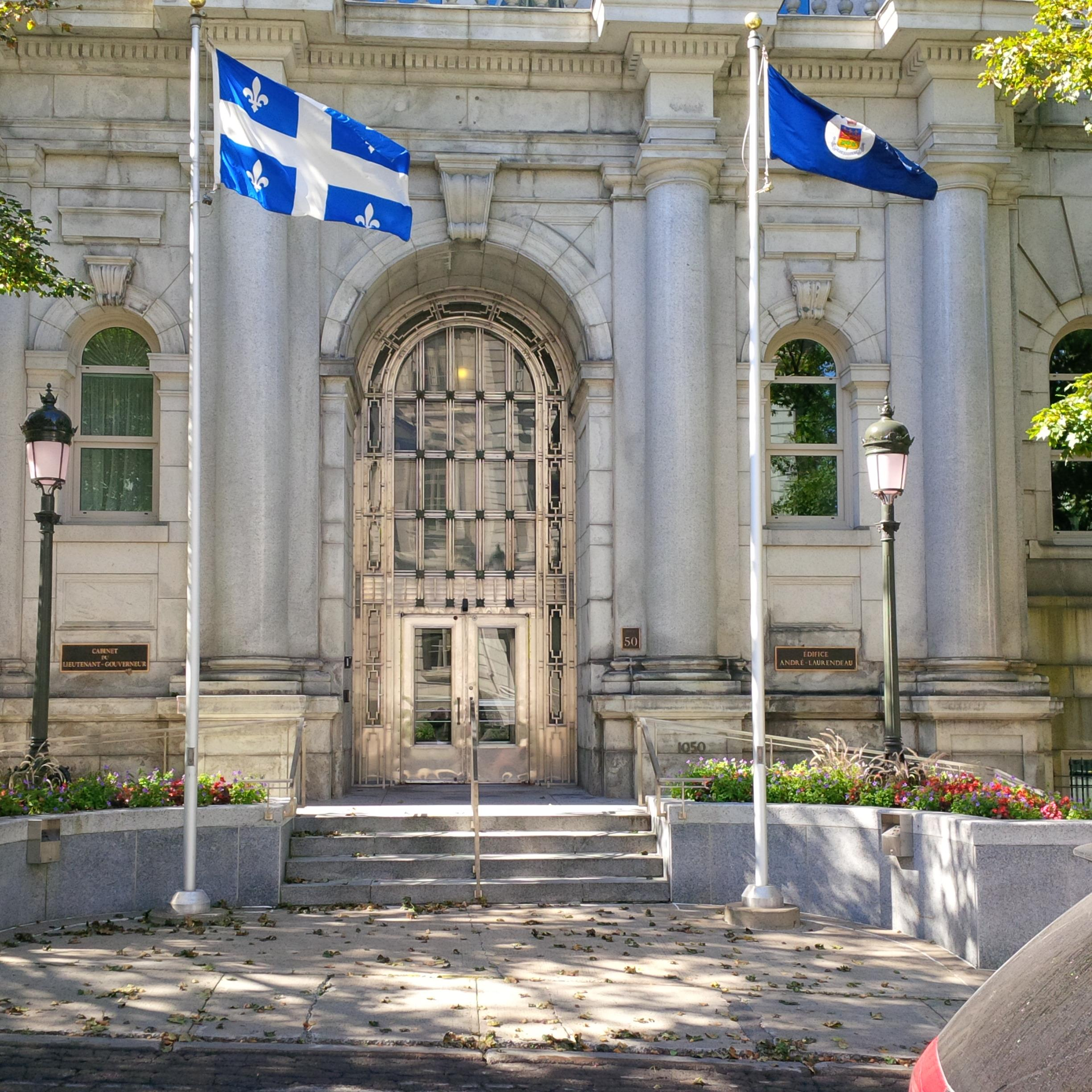
Entrada de las oficinas del Teniente Gobernador de Quebec, en des Parlementaires número 1050, en la Ciudad de Quebec

Se ha discutido por Jeremy Webber y Robert Andrew Young que, dado que la oficina del teniente gobernador es el núcleo de la autoridad en la provincia, la secesión de Quebec de la confederación requeriría primero la abolición o la transformación del puesto, una enmienda como tal a la constitución de Canadá no podría hacerse sin la aprobación del parlamento federal y de todas las demás legislaturas provinciales de Canadá, de acuerdo a la Sección 41 de la Constitución de 1982. Otros, como J. Woehrling, no obstante, han afirmado que el proceso legislativo hacia la independencia de Quebec no requeriría ningún cambio en el puesto de virrey. Young considera que el teniente gobernador podría rechazar la Sanción Real a un proyecto de ley que proponga una pregunta poco clara sobre la soberanía con un referéndum o estuviera basado en los resultados de un referéndum en el que se hiciera a tal pregunta.

## Historia
El cargo de Teniente Gobernador de Quebec nació en 1867, tras la creación de Quebec dentro la Confederación, evolucionó a partir del puesto anterior de Teniente Gobernador de Canadá del Este. Desde esa fecha ha habido 28 tenientes gobernadores en la provincia, hubo algunos que fueron notables como Lise Thibault, la primera mujer y la primera Teniente Gobernador disapacitada de la provincia. El mandato más corto de un Teniente Gobernador de Quebec fue el de Lomer Gouin, de enero a marzo de 1929, mientras que el más largo fue el de Hugues Lapointe, de 1966 a 1978 (12 años).

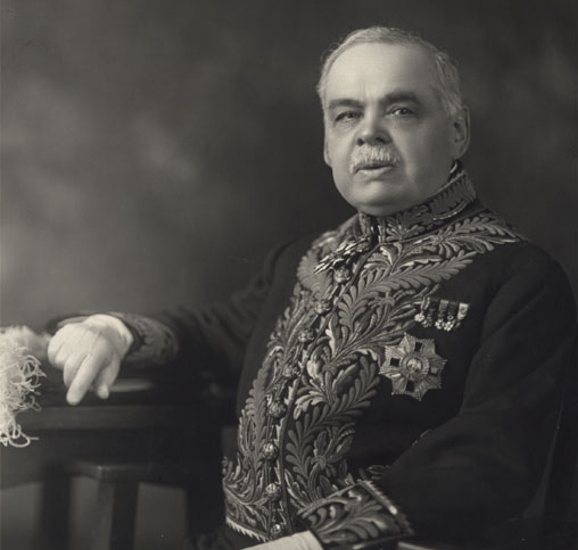
Lomer Gouin, décimo quinto Teniente Gobernador de Quebec, de enero a marzo de 1929

Uno de los pocos ejemplos de un virrey en Canadá, ejecutando la prerrogativa en contra o sin recomendaciones ministeriales ocurrió en 1887, cuando el Teniente Gobernador Auguste-Réal Angers disolvió el gabinete encabezado por el primer ministro Honoré Mercier; un reporte concluyó que el gobierno de Mercier se había beneficiado por medio de un esquema de corrupción, con contratos para construir el ferrocarril de Baie des Chaleurs.
El nombramiento de Jean-Louis Roux como Teniente Gobernador de Quebec por el Gobernador General Romeo LeBlanc, con el asesoramiento del primer ministro Jean Chrétien, generó polémica ya que Roux era bien conocido como un fuerte oponente de la independencia de Quebec y poco después de tomar el puesto, se reveló que cuando era estudiante universitario en la década de 1940, llevaba una esvástica en su bata de laboratorio, como protesta a la propuesta para la promoción de la conscripción para servir en la II Guerra Mundial y había participado en una protesta antisemita. Roux, en una entrevista después de su nombramiento como teniente de gobernador, afirmó que él podría tener que utilizar los poderes de reserva de la Corona en ciertas circunstancias que pudieran surgir después de un resultado del referéndum a favor de la separación de Quebec de Canadá; una declaración que disgustó al primer ministro de Roux en ese entonces, Lucien Bouchard. Bouchard, a partir de entonces explotó la revelación del pasado antisemita de Roux y el Teniente Gobernador pronto, renunció a su puesto voluntariamente en 1996. Al año siguiente, Bouchard presentó a la legislatura de tres mociones, llamando a la Oficina del Teniente Gobernador "una herencia del pasado colonial", el proceso de nombramiento polémico e intrusivo, exigiendo la abolición del puesto, aunque hasta entonces, la Corona corona en consejo federal debe designar a una persona "democráticamente designada por la asamblea [de Québec]".